# Pasaporte Andino
El Pasaporte Andino es el pasaporte común de la Comunidad Andina. Con este documento, los ciudadanos de Bolivia, Colombia, Ecuador y Perú pueden transitar libremente en el espacio abarcado por los territorios de dichos países sin necesidad de visa. Venezuela también emitió el pasaporte andino hasta 2006, año en que ese país se retiró de la Comunidad Andina.

## Creación
Fue creado por medio de la Decisión 504 en junio de 2001. La Decisión 504 dispone que su expedición se base en un modelo uniforme que contenga características mínimas armonizadas en cuanto a nomenclatura y a elementos de seguridad basadas en las recomendaciones de la Organización de Aviación Civil Internacional (OACI). Inicialmente los Estados miembros de la Comunidad Andina acordaron timbrar los nuevos pasaportes andinos con el nombre oficial del grupo regional en español para enero del 2005, aunque los pasaportes expedidos anteriormente seguirán siendo válidos hasta la fecha de expiración. Posteriormente, mediante la Decisión 625 la entidad acordó postergar la fecha hasta el 31 de diciembre de 2006.
El documento es actualmente expedido por Bolivia, Ecuador y Perú.
Colombia sí llegó a adoptar el pasaporte andino, pero en el pasaporte no aparece la leyenda "Comunidad Andina", como es en el caso de los pasaportes de Ecuador, Perú y Bolivia.

## Características
- Formato de tipo libreta con bordes redondeados de 88 mm por 125 mm.
- La carátula y contracarátula del pasaporte son de color borgoña o vino tinto.
- Las leyendas son en color dorado.
- La parte superior de la carátula consigna la leyenda "COMUNIDAD ANDINA", la cual estará centrada e impresa en caracteres de mayores dimensiones, seguido a renglón siguiente del escudo nacional del País Miembro emisor y su nombre oficial, en el pasaporte colombiano no aparece la leyenda "Comunidad Andina", como es en el caso de los pasaportes de Ecuador, Perú y Bolivia.
- Adicionalmente, la carátula contiene, en la parte inferior, la denominación "PASAPORTE", tanto en idioma español como en inglés y francés.

Pasaporte boliviano
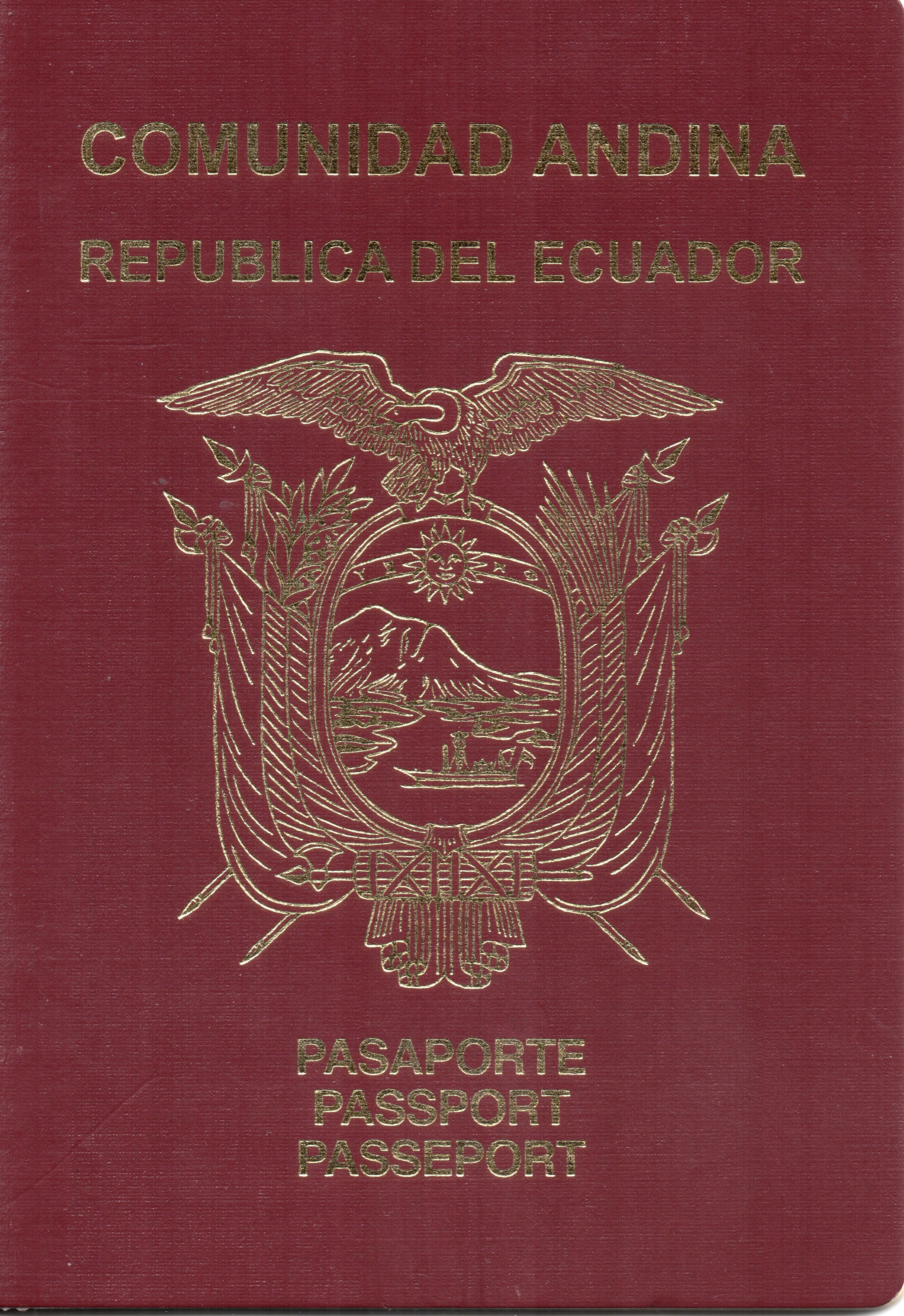
Pasaporte ecuatoriano
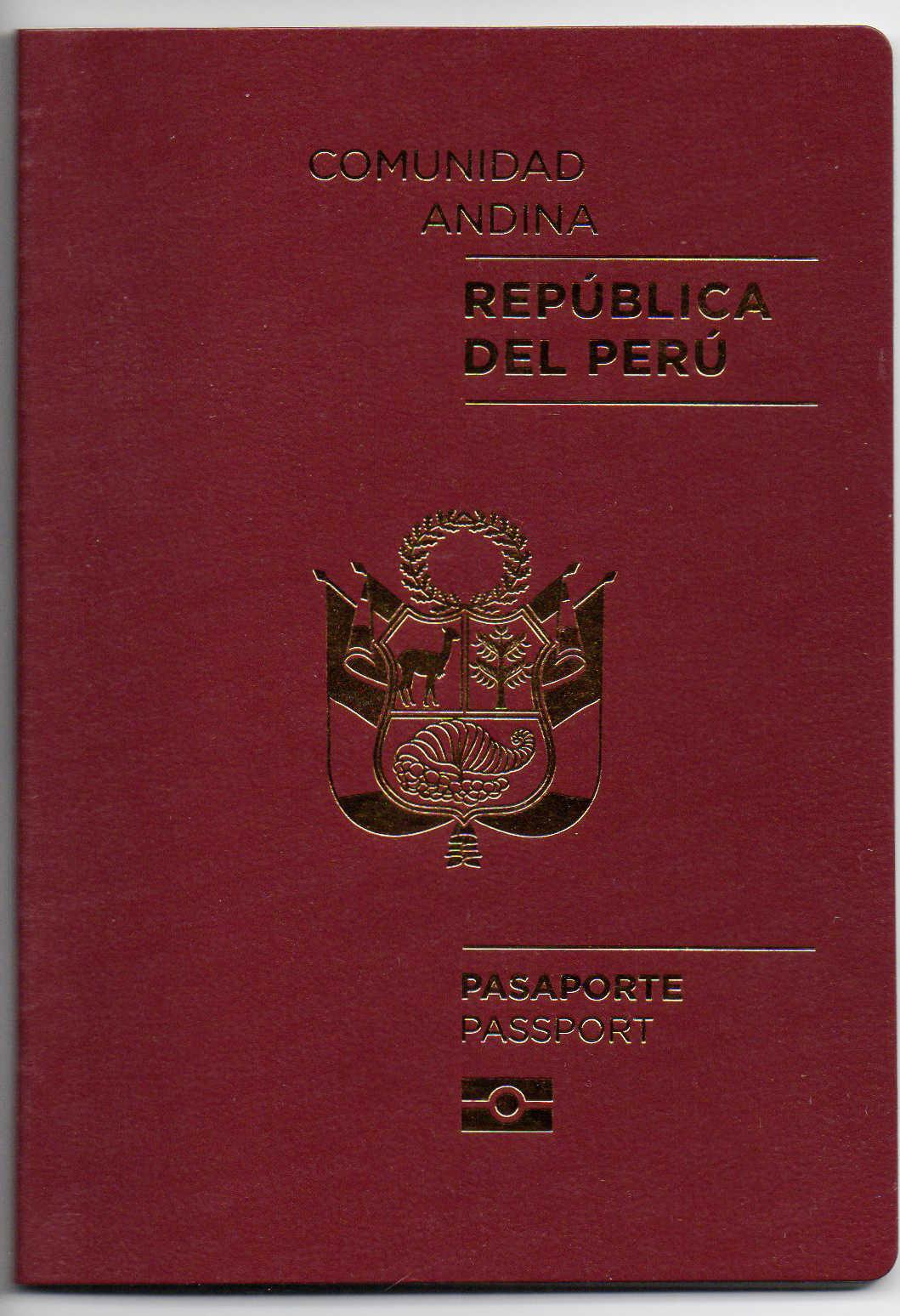
Pasaporte peruano